# Alain Sachs
Pour les articles homonymes, voir Sachs.
 (avril 2025).
Si vous disposez d'ouvrages ou d'articles de référence ou si vous connaissez des sites web de qualité traitant du thème abordé ici, merci de compléter l'article en donnant les références utiles à sa vérifiabilité et en les liant à la section « Notes et références ».
Alain Sachs est un comédien, dramaturge et metteur en scène français né en 1951.

## Biographie
Il est l'auteur d'une douzaine de pièces et de one-man-shows dont plusieurs sont primés dans divers festivals[réf. nécessaire].
II a notamment mis en scène les pièces Le Quatuor  au Théâtre du Palais-Royal, (Molières 1994 et 1998 du meilleur spectacle musical), d'Accalmies passagères au Théâtre La Bruyère (Molières 1997 du meilleur spectacle comique), Le Passe-Muraille au Bouffes-Parisiens, qui lui a valu le Molière du meilleur metteur en scène 1997.
Il a été également marionnettiste chez Philippe Genty, membre permanent de l'émission de Laurent Ruquier Dans tous les sens sur France Inter, ou auteur aux Guignols de l'info[réf. nécessaire].
Entre le 9 novembre 2012 et le 1er février 2013, il intervient en tant que juré dans l'émission On n'demande qu'à en rire, produite par Laurent Ruquier et Catherine Barma, et présentée par Laurent Ruquier, puis Jérémy Michalak.
Il est également l'un des cinq vice-présidents de la SACD.

## Filmographie

### Cinéma
- 1985 : Paris minuit de Frédéric Andréi
- 1986 : Sauve-toi, Lola de Michel Drach
- 1990 : Merci la vie de Bertrand Blier
- 1991 : 18 rue Popincourt court métrage de Pascal Laëthier
- 1996 : La Belle Verte de Coline Serreau
- 1996 : Lucie Aubrac de Claude Berri
- 1997 : Comme des rois de François Velle
- 2006 : La Maison du bonheur de Dany Boon
- 2007 : Enfin veuve d'Isabelle Mergault
- 2007 : Ensemble, c'est tout de Claude Berri
- 2009 : Le Petit Nicolas, de Laurent Tirard
- 2010 : La Princesse de Montpensier, de Bertrand Tavernier
- 2023 : L'Abbé Pierre : Une vie de combats de Frédéric Tellier

### Télévision
- 1972 : Suivez Budart, d'André Voisin
- 1986 : Le Petit docteur : Dr Jacques Dollent
- 1988 : Les Enquêtes du commissaire Maigret : Maigret et le Voleur paresseux de Jean-Marie Coldefy
- 1988 : Les Dossiers secrets de l'inspecteur Lavardin - téléfilm : L'Escargot noir de Claude Chabrol
- 1993 : Maigret - épisode Maigret se défend de Andrzej Kostenko (série télévisée) : Le prêtre
- 1995 : Seconde B - épisode : Enseignement rapproché (série) : Cachan
- 1997 : L'Instit, épisode 4-06, L'une ou l'autre, de Pascale Dallet : Claude Laval
- 2000 : La Double Vie de Jeanne de Henri Helman : Toni Nojales
- 2000 : On n'est pas là pour s'aimer de Daniel Janneau : François
- 2006 : Avocats et Associés - épisode : La dernière séance (série) : Marcel Detiot
- 2007 : Voici venir l'orage... de Nina Companeez : Grigori Schneider
- 2010 : Un bébé pour mes 40 ans de Pierre Joassin : Le neurologue
- 2012 : On n'demande qu'à en rire : Juré de l'émission
- 2012 : Mes amis, mes amours, mes emmerdes... - 8 épisodes : Le psy

## Théâtre

### Metteur en scène
- 1993 : Le Bourgeois gentilhomme de Molière, Théâtre des Bains Douches Le Havre
- 1997 : Accalmies passagères de Xavier Daugreilh, Théâtre La Bruyère, Pépinière Opéra
- 1997 : Le Passe-muraille de Marcel Aymé, adaptation Didier van Cauwelaert et Michel Legrand, Théâtre des Bouffes-Parisiens
- 1998 : 1 table pour 6 d'Alan Ayckbourn, Théâtre du Palais-Royal
- 1998 : Si je veux, d'Isabelle Philippe, Théâtre Rive gauche
- 1999 : Un fil à la patte de Georges Feydeau, Théâtre de la Porte-Saint-Martin
- 1999 : Michel Leeb, Olympia, Casino de Paris
- 2000 : Bonheur Parfait de Françoise Dorner, Pépinière Opéra
- 2000 : Le Sire de Vergy de Gaston Arman de Caillavet et Robert de Flers, musique Claude Terrasse, Théâtre des Bouffes-Parisiens
- 2001 : Madame Sans Gêne de Victorien Sardou, Théâtre Antoine
- 2002 : Le Quatuor : Sur la Corde rêve, Théâtre des Bouffes-Parisiens
- 2003 : Mado la Niçoise de Noëlle Perna, Théâtre de 10 heures, Palais des Glaces, Théâtre de la Renaissance, Bobino, Olympia
- 2003 : La Belle Mémoire de Martine Feldmann et Pierre-Olivier Scotto, Théâtre Hébertot
- 2004 : Margot la Ravaudeuse de Louis-Charles Fougeret de Monbron, Petit Hébertot
- 2004 : Folles de son corps de Gérard Moulevrier, Théâtre des Bouffes-Parisiens
- 2004 : Les Bonniches de Daniel Besse, Théâtre Hébertot
- 2004 : Si j'étais diplomate d'Allen Lewis Rickman et Karl Tiedemann, Théâtre Tristan-Bernard
- 2005 : La Locandiera de Carlo Goldoni, Théâtre Antoine
- 2005 : Le Quatuor : Corps à cordes, Théâtre des Bouffes-Parisiens
- 2005 : Le Jazz et la diva, Théâtre de la Gaîté-Montparnasse
- 2005 à 2007 : Le Quatuor : Corps à cordes, Théâtre de Paris et Théâtre des Variétés
- 2006 : Numéro complémentaire de Jean-Marie Chevret, Théâtre Saint-Georges
- 2006 : Le Bourgeois gentilhomme de Molière, Théâtre de Paris
- 2007 : Un fil à la patte de Georges Feydeau, Théâtre de Paris
- 2007 : Autrement dit de Jean-Michel Moutte et Alain Sachs, Le Cratère Alès
- 2007 : Victor ou les enfants au pouvoir de Roger Vitrac, Théâtre Antoine
- 2008 : Croque-monsieur de Marcel Mithois, Théâtre des Variétés
- 2008 : Je m'voyais déjà de Laurent Ruquier, Théâtre du Gymnase Marie-Bell, Théâtre Comedia
- 2008 : Les Deux Canards de Tristan Bernard et Alfred Athis, Théâtre Antoine
- 2008 : Je vous entends penser de Élisabeth Amato, Théâtre Mouffetard
- 2008 : Le Jazz et la diva, opus 2, Théâtre de la Gaîté-Montparnasse
- 2009 : Mado fait son Show de Noëlle Perna et Alain Sachs, Théâtre du Gymnase Marie-Bell, Casino de Paris
- 2009 : Je vous entends penser de Élisabeth Amato, Théâtre Mouffetard
- 2009 : La Vie parisienne de Jacques Offenbach, Théâtre Antoine[1]
- 2010 : Personne n'est parfait de Simon Williams, Théâtre des Variétés
- 2010 : Je vous entends penser de Élisabeth Amato, Petit Montparnasse
- 2011 : La Vie parisienne de Jacques Offenbach, Théâtre Antoine
- 2011 : Madame Sans Gêne de Victorien Sardou, Théâtre Antoine
- 2011 : Personne n'est parfait de Simon Williams, Théâtre des Bouffes Parisiens
- 2012 : La Femme du boulanger de Marcel Pagnol, Théâtre Hébertot
- 2013 : Rapport intime de Didier van Cauwelaert, Théâtre des Bouffes Parisiens
- 2017 : La Passation de Christophe Mory, théâtre Les Feux de la rampe, Paris
- 2019 : Kean de Jean-Paul Sartre, Théâtre de l'Œuvre, Paris
- 2023 : Rose et Massimo de Felix Radu, Théâtre du Girasole, Avignon
- 2024 : Freud et la femme de chambre de Leonardo De La Fuente, théâtre Montparnasse.
- 2024 : Cyrano de Bergerac d'Edmond Rostand, théâtre Montparnasse

### Comédien
- 1994 : Alain Sachs fou d'amour d'Alain Sachs, mise en scène Bernard Sultan, Palais des Glaces
- 1995 : Alain Sachs fou d'amour d'Alain Sachs, mise en scène Bernard Sultan, Théâtre de Poche Montparnasse
- 1999 : Un fil à la patte de Georges Feydeau, mise en scène Alain Sachs, Théâtre de la Porte-Saint-Martin
- 2003 : Un amour de théâtre d'Alain Sachs, mise en scène Bernard Sultan,  Théâtre Hébertot